# Roberto Angelelli
Roberto Vicente Angelelli Liberati (5 de septiembre de 1967) es un periodista y presentador de televisión de origen uruguayo que participó en programas de variedades y entretenimiento especialmente en Ecuador.

## Carrera
Empezó a trabajar como modelo en televisión en 1988, luego inició su carrera como conductor del show guayaquileño de variedades La feria de la alegría dedicándose al periodismo entrevistando a cantantes y actores de la farándula. Posteriormente trabajó para la cadena de televisión Telemundo donde condujo el programa De Mañanita junto a la conductora y periodista mexicana Pita Ojeda y Luis Treviño.
También participó en un espacio de espectáculos en el programa Al Rojo Vivo conducido por María Arrarás y sustituido después por Jorge Bernal. Luego regresa a Ecuador y dirige el programa Noche de Estrellas en Ecuavisa. Temporalmente se muda a Teleamazonas para dirigir el programa La Noche con Roberto Angelelli. y luego en Ecuavisa dirige el programa matutino Un nuevo día y el programa de concursos Mi papá es el mejor. Finalmente se suma a En Contacto conducido por María Teresa Guerrero, Úrsula Strenge y Diego Spotorno donde estuvo hasta 2012.

## Controversias

### CasoPubli-Fast
Publi-Fast fue una supuesta empresa de publicidad en línea que ofrecía ganar dinero fácil por medio del marketing multinivel, el cual resultó ser una pirámide o esquema Ponzi, logrando estafar a más de 100.000 personas. 
La empresa pertenecía a Luis Cajas "Red Boy" (Cantante de reguetón ecuatoriano), familiares, y tuvo como miembro e imagen al presentador de televisión Roberto Angelelli.
Angelelli, por medio de una carta publicada en internet desde Miami, expresó su descontento con las acusaciones que recaen sobre él, y aclara que en ningún momento su intención fue hacer daño, pensando que esta empresa ayudaría económicamente a muchas personas, y que él no era parte de la empresa sino que prestó su imagen como siempre lo ha hecho y que ahora su bien más preciado (refiriéndose a su imagen) está manchado por este suceso, que además él también es una víctima más de esta empresa, y que hará formalmente una denuncia en contra de los mismos por afectar su imagen.